# Puchar Zdobywców Pucharów (1995/1996)
XXXVI Puchar Europy Zdobywców Pucharów 1995/1996

(ang. European Cup Winners’ Cup)

## 1/32 finału
| Tiligul Tyraspol – FC Sion 0:0 i 2:3 1 10.08 1995 (mecz w Kiszyniowie) 2 23.08 1995 0:1 Moser 22, 0:2 Herr 28, 0:3 Bonvin 44, 1:3 Oprea 79, 2:3 Popović 90 |
| Vác FC – Siłeks Kratowo 1:1 i 1:3 1 10.08 1995 0:1 V. Micevski 58, 1:1 Romanek 90 2 24.08 1995 0:1 Memedi 15, 1:1 Orguja 20, 1:2 Borov 35, 1:3 Memedi 67 |
| Turun Palloseura – Teuta Durrës 1:0 i 0:3 1 10.08 1995 1:0 Wallden 30 2 24.08 1995 0:1 Vila 8, 0:2 Koca 19, 0:3 Bushi 55 |
| FC Vaduz – SK Hradec Králové 0:5 i 1:9 1 10.08 1995 0:1 P. Černy 15, 0:2 Samec 30, 0:3 Ptácek 32, 0:4 Samec 49, 0:5 Samec 59 2 24.08 1995 0:1 Samec 4, 0:2 Samec 9, 0:3 Urban 15, 1:3 Riner 27, 1:4 Samec 30, 1:5 Vrabel 37, 1:6 Vrabel 50k, 1:7 Samec 53, 1:8 Smarda 64, 1:9 Urban 82k |
| APOEL FC – Neftçi PFK 3:0 i 0:0 1 10.08 1995 1:0 Antoniou 18, 2:0 loannou 44, 3:0 loannou 66 2 24.08 1995 |
| Wrexham – Petrolul Ploeszti 0:0 i 0:1 1 10.08 1995 2 24.08 1995 0:1 Pîrlog 59 |
| Valletta FC – Inter Slovnaft Bratysława 0:0 i 2:5 1 10.08 1995 2 24.08 1995 0:1 Rupee 10, 0:2 Tomko 15, 0:3 Tomko 39, 1:3 Dončić 61, 1:4 Saliba 79s, 2:4 Zarb 84, 2:5 Landerl 85 |
| Szachtar Donieck – Linfield F.C. 4:1 i 1:0 1 10.08 1995 1:0 Atielkin 10, 2:0 Matwiejew 20, 3:0 Orbu 31, 3:1 Wing 48, 4:1 Orbu 90 2 24.08 1995 1:0 Woskobojnik 86 |
| Žalgiris Wilno – NK Mura 2:0 i 1:2 1 10.08 1995 1:0 Baltušnikas 53, Tereškinas 67 2 24.08 1995 0:1 Kokol 11, 1:1 Vencevicius 73, 1:2 Alihodżić 85 |
| GKS Katowice – Ararat Erywań 2:0 i 0:2 (dog), karne 4:5 1 10.08 1995 1:0 Bilski 27, 2:0 Karwan 29 2 24.08 1995 0:1 Gspeian 23, 0:2 Tonoian 26 |
| Obilić Belgrad – Dinamo Batumi 0:1 i 2:2 1 10.08 1995 0:1 Machutadze 71 2 24.08 1995 1:0 Vilotjević 8, 2:0 Popović 32, 2:1 Machutadze 65, 2:2 Mudzhiri 79 |
| Derry City – Łokomotiw Sofia 1:0 i 0:2 1 10.08 1995 1:0 McCourt 44 2 24.08 1995 0:1 Sławczew 6, 0:2 Chwojnew 29 |
| Maccabi Hajfa – KÍ Klaksvík 4:0 i 2:3 1 10.08 1995 1:0 Mizrahi 8, 2:0 Mizrahi 35, 3:0 Mizrahi 82, 4:0 Shitrit 67 2 24.08 1995 1:0 Revivo 31, 1:1 Danielsen 53, 1:2 Danielsen 63, 1:3 Danielsen 70, 2:3 Shitrit 84                                                                       |
| Dynama-93 Mińsk – Molde FK 1:1 i 1:2 1 10.08 1995 1:0 Łobanow 37, 1:1 Sundgot 85 2 24.08 1995 0:1 Solskjær 4, 1:1 Skripczenko 19, 1:2 A. Stavrum 67 |
| CS Grevenmacher – Knattspyrnufélag Reykjavíkur 3:2 i 0:2 1 09.08 1995 1:0 Jungblut 8, 1:1 Biberčić 52, 2:1 Jungblut 54, 3:1 Alves Silva 56, 3:2 Egilsson 84 2 22.08 1995 0:1 Biberčić 45, 0:2 Porca 67                                                                                  |
| DAG Lipawa – Tallinna FC Lantana 3:0vo i 0:0 1 09.08 1995 1:0 Dobrecow 6, 1:1 Lapsa 18, 1:2 Borisov 75 2 22.08 1995 w pierwszym meczu wygrał klub Lantana 2:1, jednak z powodu nieuprawnionego gracza przyznano walkower 3:0 dla klubu DAG                                              |
| Wolny los: Real Saragossa, AC Parma, Paris Saint-Germain, Borussia Mönchengladbach, Deportivo La Coruña, Everton F.C., Sporting CP, Dinamo Moskwa, Club Brugge, Feyenoord, Trabzonspor, Rapid Wiedeń, AEK Ateny, FC København, Halmstads BK, Celtic F.C.                                |

## 1/16 finału
| Rapid Wiedeń – Petrolul Ploeszti 3:1 i 0:0 1 14.09 1995 1:0 Barisic 45, 2:0 T. Iwanow 60, 2:1 Toader 65, 3:1 Barisic 90 2 28.09 1995 |
| DAG Lipawa – Feyenoord 0:7 i 0:6 1 14.09 1995 0:1 Larsson 2, 0:2 Blinker 47, 0:3 Blinker 59, 0:4 Trustfull 61, 0:5 Blinker 62, 0:6 R. Koeman 78, 0:7 Obiku 89 2 28.09 1995 0:1 Heus 38k, 0:2 Trustfull 44, 0:3 Obiku 57, 0:4 Glaúcio 61, 0:5 Obiku 63, 0:6 Obiku 64 |
| Knattspyrnufélag Reykjavíkur – Everton F.C. 2:3 i 1:3 1 14.09 1995 0:1 Ebbrell 22, 1:1 Biberčić 36k, 1:2 Unsworth 57k, 2:2 Biberčić 67k, 2:3 Amokachi 88 2 28.09 1995 1:0 Danielsson 20, 1:1 Stuart 56, 1:2 Grant 65, 1:3 Rideout 87                                |
| Dinamo Moskwa – Ararat Erywań 3:1 i 1:0 1 14.09 1995 1:0 Tieriechin 45, 1:1 Stepanian 71, 2:1 Safronow 73, 3:1 Tieriechin 90 2 28.09 1995 1:0 Tieriechin 66 |
| Sporting CP – Maccabi Hajfa 4:0 i 0:0 1 14.09 1995 1:0 Pedro Barbosa 7, 2:0 Pedro Barbosa 10, 3:0 Pedro Barbosa 48, 4:0 Sa Pinto 89 2 28.09 1995 |
| Molde FK – Paris Saint-Germain 2:3 i 0:3 1 14.09 1995 1:0 Solskjær 56, 1:1 Le Guen 76, 1:2 Djorkaeff 78k, 2:2 A. Stavrum 81, 2:3 Dely Valdes 84 2 28.09 1995 0:1 Nouma 7, 0:2 Nouma 13, 0:3 Djorkaeff 77                                                            |
| Žalgiris Wilno – Trabzonspor 2:2 i 0:1 1 14.09 1995 1:0 Tereškinas 7, 1:1 Sz. Arveladze 25, 1:2 Abdullah 53, 2:2 Baltušnikas 67 2 28.09 1995 0:1 Hami 37 |
| AEK Ateny – FC Sion 2:0 i 2:2 1 14.09 1995 1:0 Vlachos 45, 2:0 Borbokis 70 2 28.09 1995 0:1 Bonvin 20, 1:1 Kecbaja 84, 1:2 Giallanza 85, 2:2 Batista 87 |
| SK Hradec Králové – FC København 5:0 i 2:2 1 14.09 1995 1:0 Sarnec 33, 2:0 Hynek 39, 3:0 P. Černy 55, 4:0 Sarnec 76, 5:0 Ptácek 90 2 28.09 1995 0:1 Urbánek 8, 0:2 Rehák 12, 1:2 Tengstedt 28, 2:2 Tur 72                                                           |
| Club Brugge – Szachtar Donieck 1:0 i 1:1 1 14.09 1995 1:0 Špehar 87 2 28.09 1995 1:0 Stanić 60, 1:1 Woskobojnik 61 |
| Teuta Durrës – AC Parma 0:2 i 0:2 1 14.09 1995 0:1 Zola 82, 0:2 Zola 85 2 28.09 1995 0:1 Melli 8, 0:2 Inzaghi 90 |
| APOEL FC – Deportivo La Coruña 0:0 i 0:8 1 14.09 1995 2 28.09 1995 0:1 Bebeto 16, 0:2 Radczenko 22, 0:3 Radczenko 30, 0:4 Beguiristain 43, 0:5 Bebeto 46, 0:6 Donato 60, 0:7 Radczenko 67, 0:8 Aldana 78                                                            |
| Dinamo Batumi – Celtic F.C. 2:3 i 0:4 1 14.09 1995 1:0 Muchatadze 11, 1:1 Thorn 24, 1:2 Donnelly 42, 2:2 Tuguszi 68, 2:3 Thorn 87 2 28.09 1995 0:1 Thorn 18, 0:2 Thorn 20, 0:3 Donnelly 46, 0:4 Walker 90                                                           |
| Inter Slovnaft Bratysława – Real Saragossa 0:2 i 1:3 1 14.09 1995 0:1 Morientes 33, 0:2 Oscar Celada 60 2 28.09 1995 0:1 Poyet 11, 0:2 Higuera 65, 0:3 Dani 74, 1:3 Obšitnik 77                                                                                     |
| Borussia Mönchengladbach – Siłeks Kratowo 3:0 i 3:2 1 14.09 1995 1:0 Pflipsen 5, 2:0 Effenberg 19, 3:0 Klinkert 88 2 28.09 1995 1:0 Effenberg 29, 1:1 Memedi 52, 2:1 Dahlin 54, 2:2 Boskovski 60, 3:2 Nielsen 79 (mecz w Skopje)                                    |
| Łokomotiw Sofia – Halmstads BK 3:1 i 0:2 1 14.09 1995 0:1 M. Svensson 32, 1:1 Marinow 40, 2:1 Petkow 42k, 3:1 Donew 57 2 28.09 1995 0:1 R. Anderson 22, 0:2 T. Andersson 75                                                                                         |

## 1/8 finału
| Sporting CP – Rapid Wiedeń 2:0 i 0:4 (dog) 1 19.10 1995 1:0 Sa Pinto 15, 2:0 Paulo Alves 25 2 02.11 1995 0:1 Kühbauer 24, 0:2 Stumpf 90, 0:3 Stumpf 105, 0:4 Jancker 110                                          |
| Everton F.C. – Feyenoord 0:0 i 0:1 1 19.10 1995 2 02.11 1995 0:1 Blinker 39 |
| Borussia Mönchengladbach – AEK Ateny 4:1 i 1:0 1 19.10 1995 1:0 Dahlin 51, 2:0 Pflipsen 55, 3:0 Wynhoff 67, 3:1 Maladenis 79, 4:1 Dahlin 90 2 02.11 1995 1:0 Effenberg 70                                         |
| Dinamo Moskwa – SK Hradec Králové 1:0 i 0:1 (dog), karne 3:1 1 19.10 1995 1:0 Kuzniecow 59 2 02.11 1995 0:1 Kaplan 14                                                                                             |
| Halmstads BK – AC Parma 3:0 i 0:4 1 19.10 1995 1:0 Gudmundsson 8, 2:0 Gudmundsson 30, 3:0 R. Andersson 75 (mecz w Göteborgu) 2 02.11 1995 0:1 Inzaghi 1, 0:2 D. Baggio 28, 0:3 Stoiczkow 53, 0:4 T. Andersson 75s |
| Paris Saint-Germain – Celtic F.C. 1:0 i 3:0 1 19.10 1995 1:0 Djorkaeff 76 2 02.11 1995 1:0 Loko 36, 2:0 Loko 43, 3:0 Nouma 68                                                                                     |
| Real Saragossa – Club Brugge 2:1 i 1:0 1 19.10 1995 1:0 Aragón 28k, 2:0 Dani 38, 2:1 Staelens 73k 2 02.11 1995 1:0 Dani 90                                                                                        |
| Trabzonspor – Deportivo La Coruña 0:1 i 0:3 1 19.10 1995 0:1 Donato 60 2 02.11 1995 0:1 Donato 21, 0:2 Bebeto 38, 0:3 Bebeto 80                                                                                   |

## 1/4 finału
| Borussia Mönchengladbach – Feyenoord 2:2 i 0:1 1 03.03 1996 1:0 Wynhoff 4, 1:1 van Gastel 34, 2:1 Kastenmaier 43k, 2:2 R. Koeman 45k (mecz w Düsseldorfie na stadionie Rheinstadion) 2 21.03 1996 0:1 Trustfull 85 |
| Dinamo Moskwa – Rapid Wiedeń 0:1 i 0:3 1 03.03 1996 0:1 Stumpf 35 2 21.03 1996 0:1 Jancker 48, 0:2 Stöger 62k, 0:3 Jancker 75                                                                                      |
| AC Parma – Paris Saint-Germain 1:0 i 1:3 1 03.03 1996 1:0 Stoiczkow 59 2 21.03 1996 0:1 Rai 9k, 1:1 Melli 26, 1:2 Rai 69k, 1:3 Loko 38                                                                             |
| Deportivo La Coruña – Real Saragossa 1:0 i 1:1 1 03.03 1996 1:0 David 69 2 21.03 1996 0:1 Morientes 37, 1:1 Bebeto 64                                                                                              |

## 1/2 finału
| Feyenoord – Rapid Wiedeń 1:1 i 0:3 1 04.04 1996 1:0 R. Koeman 52k, 1:1 Jancker 66 2 18.04 1996 0:1 Jancker 2, 0:2 Stumpf 32, 0:3 Jancker 34 |
| Deportivo La Coruña – Paris Saint-Germain 0:1 i 0:1 1 04.04 1996 0:1 Djorkaeff 89 2 18.04 1996 0:1 Loko 59                                  |

## Finał
| 8 maja 1996 Bruksela Stadion Króla Baudouina I (38 402) Paris Saint-Germain – Rapid Wiedeń 1:0 (1:0) Sędzia: Pierluigi Pairetto (Włochy) Bramki: 1:0 Bruno N’Gotty 28 Żółte kartki: Laurent Fournier, Bruno N’Gotty / Carsten Jancker, Peter Schöttel, Michael Hatz, Andreas Heraf, Peter Stöger Paris Saint-Germain Football Club (trener Luis Fernandez): Bernard Lama (kapitan) – Paul Le Guen, Bruno N’Gotty, Alain Roche, Laurent Fournier (78 Francis Llacer), Youri Djorkaeff, Daniel Bravo, Patrick Colleter, Vincent Guerin, Patrice Loko, Raí (12 Julio César Dely Valdés) Sportklub Rapid Wien (trener Ernst Dokupil): Michael Konsel (kapitan) – Trifon Iwanow, Peter Schöttel, Michael Hatz, Peter Guggi, Dietmar Kühbauer, Andreas Heraf, Peter Stöger, Stefan Marasek, Carsten Jancker, Christian Stumpf (46 Zoran Barisic) |